# TiMER
TiMER – amerykański film fabularny (komedia romantyczna) w reżyserii Jacqueline Schaeffer z 2009 roku.

## Obsada
- Emma Caulfield – Oona
- Desmond Harrington – Dan
- John Patrick Amedori - Mikey
- JoBeth Williams – Marion
- Kali Rocha – Patty
- Muse Watson – Rick
- Eric Jungmann – Larry
- Michelle Borth – Steph